# ایوان بولیوباشیچ
ایوان بولیوباشیچ (انگلیسی: Ivan Buljubašić؛ زادهٔ ۳۱ اکتبر ۱۹۸۷) بازیکن واترپلو اهل کرواسی است.
وی در مسابقات کشوری و بین‌المللی در مجموع برندهٔ ۴ مدال طلا، ۲ مدال نقره، ۴ مدال برنز شده‌است.